# Ribellione dello sceicco Said
La ribellione dello Sceicco Said (in curdo Serhildana Şêx Seîd‎, in turco Şeyh Said İsyanı) o Incidente di Genç (in turco Genç Hâdisesi) è stata una ribellione nazionalista curda guidata dallo sceicco Said e dai membri dell'organizzazione Azadî guidata da Halid Beg Cibra. La ribellione, avvenuta nei primi mesi del 1925, era volta far rivivere il califfato islamico.

## Contesto
In Turchia, nei primi anni della Repubblica, esisteva una forte politica anti-curda. Anche Mustafa Kemal Pasha, nel suo discorso a Eskisehir del 14 gennaio 1923 sull'area di Mosul-Kirkuk, affrontò la questione curda e disse: ''la seconda questione è il problema del curdicità. Gli inglesi volevano stabilire lì uno stato curdo (nel nord dell'Iraq). Se lo fanno, si diffonde questo pensiero ai curdi all'interno dei nostri confini. Per evitare ciò, dobbiamo attraversare il confine meridionale". Durante e dopo i negoziati sul Trattato di Losanna, i portavoce britannici fecero osservazioni al riguardo. Nella relazione inviata a Londra il 28 novembre 1919 si affermava: "Anche se non ci fidiamo dei curdi, è nostro interesse usarli". Il primo ministro britannico Lloyd George, il 19 maggio 1920 alla Conferenza di Sanremo dichiarò che "i curdi non possono sopravvivere senza un grande stato alle spalle", e per la politica britannica nei confronti della regione affermò: "[...] sarà difficile portare gli interessi britannici a Mosul, dove i curdi vivono nelle regioni montuose e nel Kurdistan meridionale [...].
Sorse una controversia sulla regione di Mosul tra Regno Unito e Turchia nella conferenza di Losanna che si occupava dei colloqui bilaterali, e si decise di ricorrere al tema della Società delle Nazioni. Il 19 maggio 1924 i negoziati di Istanbul non portarono ad alcun risultato e il 6 agosto 1924 la Gran Bretagna portò la questione alla Società delle Nazioni. La rivolta dello sceicco Said emerse durante i giorni in cui le forze di occupazione britanniche dichiararono la legge marziale nel nord dell'Iraq, rimossero i permessi dei loro ufficiali e trasportarono le loro truppe a Mosul. In quei giorni una potente flotta britannica si stava spostando a Bassora.
Prima della ribellione dello sceicco Said, i prominenti Pascià della Guerra d'Indipendenza erano preoccupati per la politica antireligiosa e totalitaria del governo di Atatürk e di conseguenza il 17 novembre 1924, fu fondato il primo partito di opposizione nella storia della Repubblica, il Partito Progressista Repubblicano (Terakkiperver Cumhuriyet Fırkası, TCF). C'era un consenso generale sul fatto che le azioni di Atatürk andassero contro la religione. Nell'articolo del TCF, guidato da Kazım Karabekir, si affermava che "Il partito politico è rispettoso delle credenze e dei pensieri religiosi". Uno dei funzionari del TCF, Fethi Bey, dichiarò: "I membri del TCF sono religiosi. Il CHF sta scombussolando la religione, la salveremo e la proteggeremo".
Due settimane prima della rivolta dello sceicco Said, alla fine di gennaio 1925, il deputato del TCF di Erzurum Ziyaeddin Efendi, con pesanti critiche alle azioni del governo del CHF alla presidenza della Grande Assemblea Nazionale affermò che "l'innovazione" aveva portato all'incoraggiamento dell'"isret" (di ubriacarsi), a un aumento della prostituzione, alla perdita della decenza delle donne musulmane, all'ubriachezza che veniva incoraggiata ma, soprattutto, ai sentimenti religiosi che venivano disonorati e che il nuovo regime trascinava il paese nel "fango". Le forze Azadî sotto la guida di Halid Beg Cibran erano dominate dagli ex membri dei reggimenti Hamidiye della tarda epoca ottomana, una milizia tribale curda istituita durante il regno del sultano Abdul Hamid II allo scopo di trattare con gli armeni, e talvolta anche di tenere sotto controllo i qizilbash. Secondo vari storici, il motivo principale della rivolta fu dato dai vari elementi della società turca scontenti dell'abolizione del califfato ottomano da parte parlamento turco il 3 marzo 1924. Secondo i rapporti dell'intelligence britannica, gli ufficiali di Azadî sostennero 11 rimostranze. Oltre alle richieste culturali curde e alle denunce di maltrattamenti turchi, questo elenco descriveva anche i timori di imminenti deportazioni di massa dei curdi. Registravano anche un certo fastidio per il fatto che il nome Kurdistan non comparisse sulle mappe, per via delle restrizioni sulla lingua curda, sull'istruzione curda e per le obiezioni al presunto sfruttamento economico turco delle aree curde, a spese dei curdi. La ribellione fu preceduta dalla rivolta di Beytüssebap, più piccola e meno riuscita, nel settembre 1924, guidata da Halid Beg Cibran e Ihsan Nuri su ordine dell'eminente membro dell'Azadî Ziya Yusuf Bey. La rivolta fu soggiogata e i suoi capi Halid Beg Cibran e Ziya Yusuf Bey furono catturati e processati a Bitlis. Lo sceicco Said, rilasciò diverse dichiarazioni contro il popolo con la firma di "Emir'ül Mücahidin Muhammed Said El-Nakşibendi". Inoltre, i capi tribù aleviti Zaza inviarono lettere con le stesse firme ai capi tribù alevite Zaza, al bey curdo, alla rete e ai capi tribù e agli agha turchi di Ergani, invitandoli a unirsi in una lotta comune contro il dominio kemalista. In una delle dichiarazioni pubblicate affermava:
"Dal giorno in cui è stata fondata, il Capo della Repubblica di Turchia e i suoi amici stanno cercando di distruggere le fondamenta dell'Islam agendo in opposizione al Corano, negando Allah e il Profeta ed esiliando il califfo dell'Islam che ora demolisce questo regime illegittimo [...] ed è il legittimo secondo la Sharia di Maometto".
Inoltre, in una lettera che lo sceicco Said inviata ai capi tribali aleviti Zaza Halil, Veli e Haydar a Varto scrisse che:
"Nel nome di salvare l'Islam dalle mani dell'eretico Mustafa Kemal, si inizia a marciare verso il Susar. Per questa jihad, credo fermamente che la tua tribù che ha coraggio e zelo verrà in aiuto a prescindere dalle sette, è un dovere per ogni musulmano che dice 'Lailahe illallah Muhammedün Resulüllah'. O' Eyyühel-Ensar, salviamo la nostra religione e il nostro onore da questi eretici e daremo alla tua tribù le terre che desideri. Questo governo eretico ci renderà eretici come loro. La Jihad deve iniziare."

## Partecipazione alla ribellione

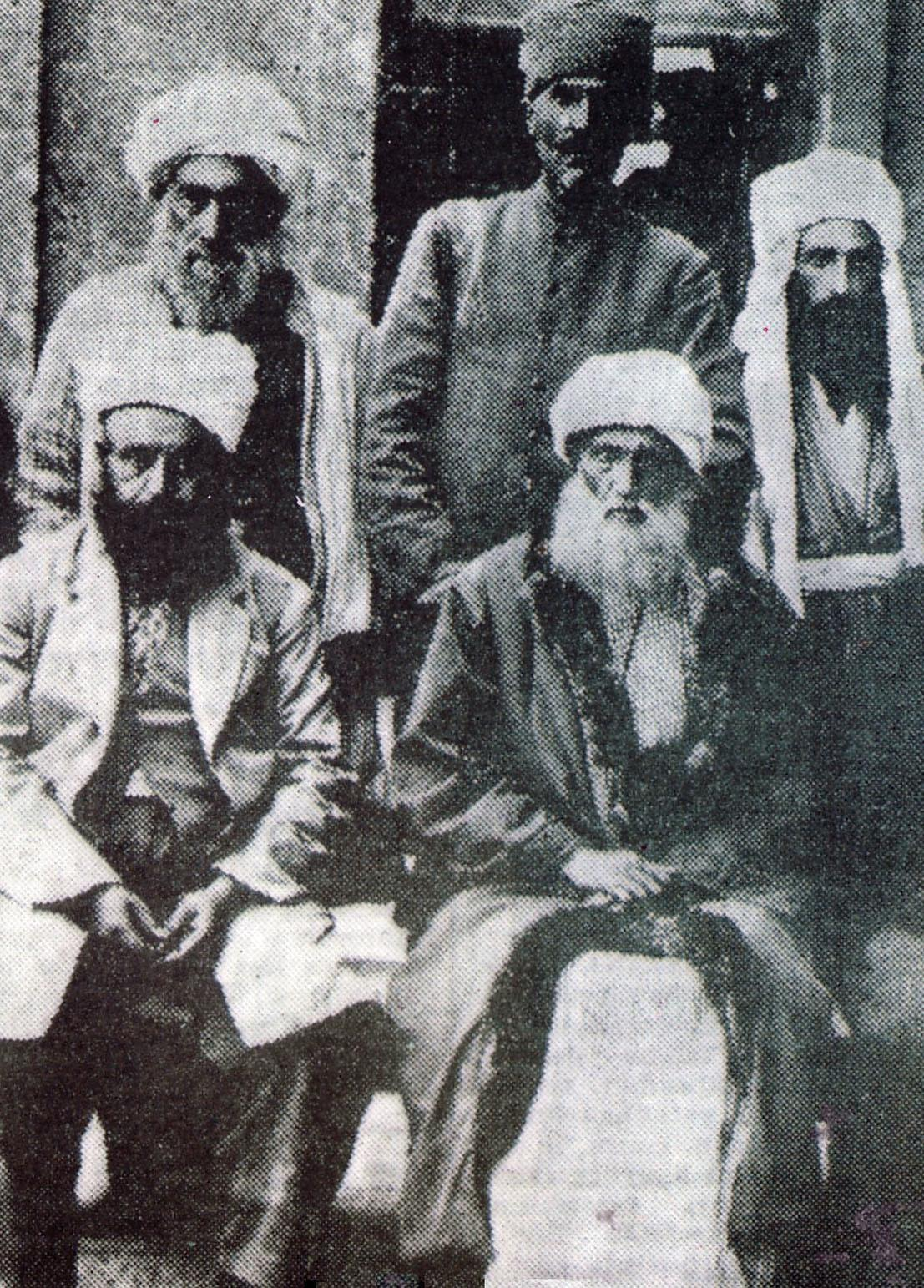
Prima fila, da sinistra a destra: sceicco Sherif, sceicco Said, ultima fila: sceicco Hamid, maggiore Kasim (Kasım Ataç), sceicco Abdullah.

### A favore della ribellione
Lo sceicco Said fece appello a tutti i musulmani della Turchia affinché si unissero alla pianificata ribellione. Le tribù che effettivamente parteciparono erano per lo più Zaza. Tuttavia gli Xormak e gli Herkî, due tribù Zaza-Qizilbash, furono gli oppositori più attivi ed efficaci di questa ribellione. L'Azadî e diversi ufficiali dell'Impero ottomano sostennero la ribellione. Lo storico Robert Olson afferma che guardando le varie fonti, la cifra di circa 15 000 ribelli corrisponde alla media dei ribelli coinvolti nella rivolta.

### Contro la ribellione
Il fatto che alcune tribù alevite che parteciparono alla ribellione di Koçgiri si rifiutassero di unirsi alla rivolta fu una grave battuta d'arresto poiché molte altre tribù avevano ugualmente desistito dal sostenere la ribellione, e i loro leader preferivano tenere una buona reputazione con il governo turco. Alcuni sostengono che venne ricercata l'assistenza britannica nella consapevolezza che il Kurdistan non poteva reggersi in maniera autonoma. La popolazione curda intorno a Diyarbakır, agricoltori e notabili curdi, desistette dal sostenere la rivolta. L'influente famiglia curda Cemilpasazade sostenne persino il governo turco. Anche il sovrano di Cizre, lo sceicco Saida e il potente sceicco Ziyaettin di Norşin non vollero sostenere la ribellione e preferirono un accordo con i kemalisti.
Durante questa ribellione, il governo turco utilizzò i suoi aerei per bombardare l'area di Palu - Bingöl. Nel corso di questa operazione venne utilizzato l'aeroporto vicino alla strada per Elâzığ.
Tuttavia, secondo il ministero dell'Aeronautica britannica, ci sono poche notizie sull'uso di aerei turchi per reprimere la ribellione dello sceicco Said. I rapporti provengono dal British Air Command a Mosul, che era responsabile dell'intelligence per tutto l'Iraq.
All'inizio della ribellione i turchi avevano uno squadrone (filo) composto da sette aeroplani. Di questi solo 2 erano utilizzabili. Ciononostante nel corso della ribellione furono coinvolti più di 70 aerei nel domare la ribellione.

## La ribellione
Dopo la soppressione della rivolta di Beytüssebap, i turchi tentarono di impedire un'altra ribellione. Nel febbraio 1925, si trasferirono nell'area di Piran (oggi chiamata Dicle) per detenere alcuni notabili curdi, ma ne furono impediti da uomini fedeli allo sceicco Said. L'intrusione dell'esercito turco provocò i curdi intorno allo sceicco Said e, secondo quanto riferito, uccisero o arrestarono tutti gli ufficiali turchi nelle aree sotto il loro controllo. Il 13 febbraio 1925, lo sceicco Said si rivolse alla gente nel suo sermone nella moschea di Piran e dichiarò:
Le madrase sono state chiuse. Il Ministero della Religione e delle Fondazioni è stato abolito e le scuole di religione sono collegate all'Educazione Nazionale. Nei giornali, un certo numero di scrittori irreligiosi osano insultare il Profeta ed estendere la lingua del nostro Profeta. Se posso farlo oggi, inizierò io stesso a combattere e cercherò di innalzare la religione.
Lo sceicco Said fu eletto come successivo comandante del movimento indipendentista curdo riunito intorno all'Azadî e Darhini fu dichiarata capitale del Kurdistan il 14 febbraio 1925. Lo sceicco Said, che aveva catturato il governatore e gli altri ufficiali cercò di riunire il movimento sotto un unico centro con una dichiarazione che esortava il popolo a sollevarsi in nome dell'Islam. In questa dichiarazione, usò il suo sigillo con il significato "il capo dei combattenti per il bene della religione" e inviò tutti a combattere per il bene della religione. Inizialmente, la ribellione fu intrapresa per conto della Sharia islamica, ma in seguito fu convertita al movimento indipendentista curdo. La ribellione si espanse presto e il 20 febbraio fu catturata la città di Lice, dove aveva sede il 5º corpo d'armata.
Dopo aver ricevuto il sostegno delle tribù di Mistan, Botan e Mhallami, si diresse a Diyarbakır via Genç e Çapakçur (oggi nota come Bingöl) e conquistò Maden, Siverek ed Ergani. Un'altra rivolta, diretta dallo sceicco Abdullah, tentò di catturare Muş proveniente da Varto ma i ribelli furono sconfitti intorno al ponte Murat e costretti a ritirarsi. Il 21 febbraio, il governo dichiarò la legge marziale nelle province orientali. Le truppe dell'esercito inviate agli insorti il 23 febbraio furono costrette a ritirarsi a Diyarbakir nella pianura invernale contro le forze dello sceicco Said. Il giorno successivo, un'altra rivolta sotto la guida dello sceicco Sharif, che entrò a Elazığ, tenne sotto controllo la città per un breve periodo. Elazığ fu saccheggiata dai ribelli per diversi giorni. Il 1º marzo i curdi riuscirono ad assalire l'aeroporto di Diyarbakır e a distruggere tre aerei.
In uno degli scontri più grandi, nella notte tra il 6 e il 7 marzo, le forze dello sceicco Said assediarono la città di Diyarbakır con 5 000-10 000 uomini. A Diyarbakır si trovava il quartier generale del Settimo Corpo d'Armata. Ma né i notabili curdi né i contadini curdi nella regione di Diyarbakır e dintorni si rifiutarono di sostenere la ribellione. I revivalisti musulmani attaccarono contemporaneamente la città a tutte e quattro le porte di accesso. Tutti i loro attacchi furono respinti dalla guarnigione turca numericamente inferiore, con l'uso di mitragliatrici e granate di mortaio. Quando i ribelli si ritirarono la mattina seguente, l'area intorno alla città era piena di cadaveri. Quando una seconda ondata di attacchi fallì, l'assedio fu finalmente revocato l'11 marzo. Dopo una grossa spedizione, un attacco di massa (26 marzo), e con un'operazione di soppressione, le truppe turche fecero arrendere molte delle truppe nemiche e spremerono i capi dell'insurrezione mentre si preparavano a trasferirsi nell'Iran a Boğlan (oggi nota come Sohlan). Lo sceicco Sharif e alcuni dei capi tribù furono catturati a Palu, e anche lo sceicco Said a Varto fu catturato al ponte Carpuh con l'avviso di un parente stretto (15 aprile 1925).
Alla fine di marzo, la maggior parte delle principali battaglie della ribellione dello sceicco Said erano finite. Le autorità turche, secondo Martin van Bruinessen, schiacciarono la ribellione con continui bombardamenti aerei e una massiccia concentrazione di forze. I ribelli non furono in grado di penetrare oltre Hınıs, la quale era una delle due aree principali in cui lo sceicco Said era ben noto e godeva di una notevole influenza (aveva un tekke a Hınıs). Questo fallimento escluse la possibilità di estendere la ribellione.
D'altra parte, Hasan Hayri Efendi, che era deputato di Dersim e alevita Zaza, entrò in solidarietà con lo sceicco Sharif, nominato dallo sceicco Said comandante del fronte di Elaziz. Una lettera congiunta con lo sceicco Sharif a Elaziz fu inviata a tutti i capi tribali di Dersim il 6 marzo 1925.

### Misure politiche del governo turco

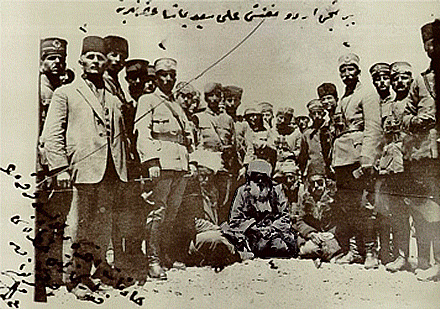
Truppe turche con lo sceicco Said detenuto

Mustafa Kemal Atatürk previde la gravità della ribellione e sollecitò İsmet İnönü a venire ad Ankara, poiché si trovava per una vacanza in un'isola vicino ad Istanbul. Atatürk accolse İnönü e la sua famiglia alla stazione di Ankara per spiegargli quanto fosse diventata grave la situazione. Mustafa Kemal, Ali Fethi (Okyar) e İsmet İnönü ebbero un incontro il 24 febbraio 1925, che durò 7 ore e mezza e il tema principale fu la ribellione. In seguito, il governo di Ali Fethi emise una circolare che prometteva misure severe contro i ribelli il 25 febbraio 1925 e annunciò il regno della legge marziale nelle province orientali e classificò l'uso di scopi religiosi contro il governo come tradimento. Il parlamento turco non fu contento di questa azione e in risposta il primo ministro turco Ali Fethi fu criticato dai politici del Partito Popolare Repubblicano. Tuttavia, Mustafa Kemal Pasha, sostenne le dimissioni del primo ministro Ali Fethi contro il rapido aumento degli incidenti e nominò Ismet Pasha per stabilire un nuovo governo il 2 marzo. Ali Fethi si dimse il 3 marzo e fu sostituito da Ismet Inönü. In pochi giorni, la Grande Assemblea nazionale turca adottò la Legge sul Mantenimento dell'Ordine (in turco Takrir-i Sükûn Kanunu) e conferì al governo poteri di emergenza. Il divieto di rivolta fu esteso per includere altre misure. Inoltre, venne deciso di ristabilire i tribunali dell'indipendenza ad Ankara e Diyarbakır.

## Conseguenze
Seyit Abdülkadir, il leader del Kürdistan Teali Cemiyeti e diversi suoi amici accusati di sostenere la ribellione, vennero arrestati a Istanbul e portati a Diyarbakır per essere processati. Come risultato del processo, Seyit Abdulkadir e cinque dei suoi amici furono condannati a morte dal Tribunale dell'Indipendenza a Diyarbakır il 23 maggio 1925 e giustiziati quattro giorni dopo. Tra i giustiziati ci fu anche il poeta Hizanizâde Kemal Fevzi, giornalista di un quotidiano curdo di Bitlis.
Il 28 giugno 1925 il Tribunale per l'indipendenza di Diyarbakir impose anche una condanna a morte allo sceicco Said e a 47 capi delle rivolte. Le condanne furono eseguite il giorno successivo con lo sceicco Said che arrivò per primo. Il presidente del Tribunale dell'indipendenza di Diyarbakır che condannò i ribelli dichiarò il 28 giugno 1925:
(28 giugno 1925)
In totale oltre 7000 persone furono perseguite dai tribunali dell'indipendenza e più di 600 vennero giustiziate. La soppressione della rivolta dello sceicco Said fu un'importante pietra miliare nel controllo dell'amministrazione repubblicana nell'Anatolia orientale e nell'Anatolia sudorientale. D'altro canto, gli sviluppi emersi con l'insurrezione portarono per lungo tempo all'interruzione dei passi verso la transizione alla vita multipartitica. Anche contro il Partito Repubblicano Progressista (in turco Terakkiperver Cumhuriyet Fırkası) fu aperta un'inchiesta per il suo coinvolgimento nella rivolta e venne presto chiuso con decreto governativo.
Dopo la rivolta, lo stato turco preparò un rapporto per la riforma in Oriente (Şark Islahat Raporu) nel 1925, che suggeriva che i curdi sarebbero stati turchizzati. Migliaia di curdi fuggirono dalle loro case nel sud-est della Turchia e si trasferirono in Siria, dove si stabilirono e ottennero la cittadinanza dalle autorità mandatarie francesi.
Nell'autunno del 1927, lo sceicco Abdurrahman, fratello dello sceicco Said, iniziò una serie di attacchi di vendetta contro le guarnigioni turche a Palu e Malatya. Nell'agosto 1928 lo sceicco Abdurrahman e un altro fratello dello sceicco Said, lo sceicco Mehdi, si costituirono e utilizzarono la legge di amnistia emessa dal governo turco nel maggio dello stesso anno.